# Jessika Cowart
Jessika Rebecca Macayan Cowart (* 30. Oktober 1999 in Fairfield, Kalifornien) ist eine in den USA geborene philippinische Fußballspielerin.

## Karriere

### Vereine
Nachdem sie in ihrer Jugend für die Mannschaft der Woodside High School gespielt hatte, startete sie ihre College-Laufbahn im Jahr 2017 mit den Washington Huskies, wo sie am Ende bis 2021 aktiv war. Ihr erster Klub danach wurde im Jahr 2022 dann in der Türkei der Super-League-Klub Çaykur Rizespor. Da die Mannschaft vor Beginn der Saison 2022/23 vom Spielbetrieb zurückgezogen wurde, kehrte sie wieder in die USA zurück und schloss sich hier California Storm an, mit diesen gewann sie am Ende des Jahres dann auch die Meisterschaft in der WPSL. Ihre dritte Station im Jahr 2022 war dann schließlich der serbische Klub ŽFK Spartak Subotica, bei dem sie im August 2022 unterschrieb. Seit Januar 2023 steht sie nun bei IFK Kalmar in Schweden unter Vertrag.

### Nationalmannschaft
Bei der A-Nationalmannschaft nahm sie dann an einem Trainingslager im Juni 2022 im Vorfeld der Südostasienmeisterschaft 2022 teil. In diesem Zeitraum debütierte sie für die Mannschaft dann auch bei einer 0:1-Freundschaftsspielniederlage gegen Irland. Später war sie dann auch Teil des Kaders bei der Südostasienmeisterschaft und gewann mit ihrem Team hier die Goldmedaille.
Am 9. Juli 2023 wurde sie dann für den Kader bei der Weltmeisterschaft 2023 nominiert.